# East Fremantle Town
Koordinaten: 32° 2′ S, 115° 46′ O

Der Town of East Fremantle ist ein lokales Verwaltungsgebiet (LGA) im australischen Bundesstaat Western Australia. East Fremantle gehört zur Metropole Perth, der Hauptstadt von Western Australia. Das Gebiet ist 3 km² groß und hat etwa 6.950 Einwohner.
East Fremantle liegt südlich des Swan River nahe der Mündung 13 Kilometer südwestlich des Stadtzentrums von Perth. Die LGA umfasst nur den Stadtteil East Fremantle.

## Verwaltung
Der East Fremantle Council hat neun Mitglieder, acht Councillor werden von den Bewohnern der vier Wards (je zwei aus Preston, Richmond, Plympton und Woodside Ward) gewählt. Der Mayor (Bürgermeister) und Ratsvorsitzende wird zusätzlich von allen Bewohnern des Towns gewählt.

## Persönlichkeiten
- Julian Konle (* 1997), Dreispringer